# Sesterci

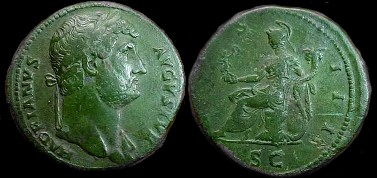
Un sesterci d'Hadrià

El sesterci (en llatí sestertius) fou una moneda romana de plata, de vegades anomenada també nummus. Equivalia a la quarta part del denari i es va emetre després del 269 aC. Al principi tenia al tomb d'1 gram de plata (inicialment 1,137 grams, però al segle i aC només 0,97 grams).
El nom deriva del seu valor original: inicialment valia 2 asos i mig fr bronze. Sestertius ve de semis-tertius, que significa «la meitat del terç», és a dir, la meitat del terç de l'as.
L'abreviació, HS, té el mateix origen; al començament s'abreujava IIS, que cal interpretar de la manera següent: "II" pels dos asos (vegeu numeració romana) i "S" per semis-tertius, i més endavant les dues I van derivar de II a H, amb què l'abreviació va resultar finalment HS.
D'un valor inicial de 2 asos i mig, en un segon moment (quan el denari ja té un valor de 16 asos), el sesterci va passar a equivaler a 4 asos.

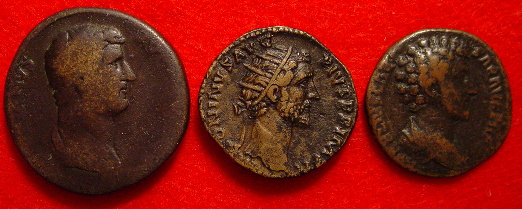
Sesterci d'Hadrià, dupondi d'Antoní Pius i as de Marc Aureli

Durant la República Romana el sesterci era una moneda d'argent i es va encunyar de manera esporàdica. Amb la reforma monetària d'August va passar a batre's en oricalc (un aliatge de bronze de color groc) i era de grans dimensions, amb què tenia una gran eficàcia "publicitària".
El sesterci també s'utilitzava normalment com a unitat de compte. Les sumes particularment rellevants s'enregistraven en sestertia milia, és a dir, en milers de sestercis.
Durant l'Imperi els sestercis foren també de bronze i van deixar de circular vers el 270 o 280 per efecte de la inflació.